# تب (آلبوم کایلی مینوگ)
«تب» (به انگلیسی: Fever) آلبومی از هنرمند اهل استرالیا کایلی مینوگ است که در ۱ اکتبر ۲۰۰۱ منتشر شد.
این آلبوم در چارت‌های استرالیا، بریتانیا، اتریش، ایرلند در رتبه اول و در چارت‌های هلند، ایتالیا، دانمارک، سوئیس، نروژ، نیوزلند، آمریکا جزو ده آلبوم اول قرار گرفت.